# Сирош, Илья
Илья Сирош (эст. Ilja Siroš, англ. Ilja Sirosh, род. 19 марта 1998, Силламяэ, Эстония) — эстонский шахматист, чемпион Эстонии по шахматам (2017), международный мастер по шахматам (2019).

## Биография
В 2017 году в Таллине Илья Сирош победил в чемпионате Эстонии по шахматам. Представлял Эстонию на 15-м чемпионате Европы среди юношей до 18 лет в г. Карпаче (2015) и 43-й шахматной олимпиаде в г. Батуми (2018)). 
В 2019 году он получил звание международного мастера по шахматам.

## Изменения рейтинга
| Графики недоступны из-за технических проблем. См. информацию на Фабрикаторе и на mediawiki.org. |